# 閩江
閩江（びんこう、ミンチャン）は、中華人民共和国の河川。福建省最大の河川で、38の県を流れており、全長は2500km（支流と577kmの本流を含む）流域面積は60922 km2で、全省面積の半分を占める。輸送砂泥量は年平均751万tである。

## 地理
閩江の上流には、水源を連城付近に発し北東に流れている沙渓、杉嶺から発して南東に流れる富屯渓、武夷山と仙霞嶺に発して南西に流れる建渓という3本の河川がある。この3本の流路となる岸辺には、永安・邵武・建甌などの都市がある。
この3つの流路は南平で合流し閩江となる。沙渓と建渓とはほとんど一直線で、同じように1本の断層線の谷を流れる。富屯渓と閩江の本流もほとんど一直線であるが、流向は断層の山と向かい合っている。これらの河川は十字型をなしており、南平がこの中心にあたる。
閩江の流路はいずれも標高1000mの山麓から流れてくるが、南平に至ると50m以下に低下する。南平から上流は急流で浅瀬が多く（特に富屯渓）、小型船でも舟運はきわめて困難なため、「一つの難所の高さは1丈（10尺）もあり、邵武は天上にある」との諺があるほどである。一方、下流では流勢が緩やかになるが、河床には小石が多い。水口に至ると閩江は古田渓を迎え入れ、難所がほとんど無くなって小型船がいつでも通れるようになる。さらに福州の外港の馬尾になると、大型船舶が航行できる。
台湾海峡に流入する河口部には琅岐島があり、その南東部一帯の河口湿地とマングローブはヘラシギ、ヒガシシナアジサシ、カラチョウザメなどの生息地で、2022年にラムサール条約登録地となった。ただし、外来種のスパルティナ・アルテルニフロラおよび浮遊ゴミの侵入は問題となっている。

## 支流
古田渓は、水源を屏南県南部の山地に発し、古田県・閩清県の両県を流れ、古田県水口鎮で閩江に流入する。全長は約90km、流域面積は1790 km2。降水量は十分で、流れは急である。
古田県県境の高山・峡谷地帯では、渓流の落差が300mに達し、発電所の建設に好適である。そのため、1951年に古田渓で第一発電所建設工事が開始された。続いて第二、第三、第四の発電所工事も現在は全て完了しており、12基のタービン発電機が強力な電力を送っている。

## 備考
昔から沿岸の住民は「龍」（ロン）と呼んでいた。これは水運と灌漑の便があり、風景が奇に富み美しいからである。